# Lyoni fegyverszünet
Ez az 1504-es francia–spanyol szerződésről szól. Nem tévesztendő össze az 1601-es lyoni békeszerződéssel, amely a francia–savoyai háborút (1600-1601) zárta le.
A lyoni fegyverszüneti szerződést (franciául: armistice de Lyon, spanyolul: tratado de Lyon) 1504. március 31-én kötötték meg Lyon városában XII. Lajos francia király és II. (Katolikus) Ferdinánd aragóniai király küldöttei. Lezárta a második itáliai háborút (1499–1504), vagy közvetlenebbül az 1501–1504-es „második nápolyi háborút”, amely Spanyolország és Franciaország között folyt a Nápolyi Királyság birtokáért. A szerződés rögzítette Itália felosztását, a spanyol (aragóniai) korona jogát a Nápolyi Királyságra délen, és a francia király jogát a Milánói Hercegségre és Genovára északon.

## Előzményei
Az 1500-ban megkötött titkos granadai szerződésben katonai szövetséget kötött egymással II. Ferdinánd aragóniai és XII. Lajos francia király. Megegyeztek, hogy megdöntik IV. Frigyes nápolyi király uralmát, a Nápolyi Királyságot közösen elfoglalják, területét felosztják egymás között. Miután a tervet VI. Sándor pápa is jóváhagyta, 1501-ben spanyol csapatok, Gonzalo Fernández de Córdoba, a „Nagy Kapitány” vezetésével partra szálltak, és elfoglalták és Aragóniához csatolták Calabria és Apulia tartományokat. Bérault Stuart d’Aubigny marsall csapatai Franciaország javára elfoglalták a királyság északi részét, Abruzzo és Terra di Lavoro tartományokat, valamint Nápolyt, a fővárost.
1502-ben a két megszálló hatalom ellentétbe került egymással a felségterületek közti határvidékek birtoklása miatt, ez a „második nápolyi háborúba” (1501–1504) torkollott. A kezdeti csatározásokban még a franciák voltak erőfölényben, a seminarai csatában (1503 áprilisában) még a franciák győztek, Gonzalo de Córdoba azonban 1503 végén felülkerekedett. Megverte a franciákat a cerignolai (1504 áprilisában) és a Garigliano-menti csatában (1503 decemberében). (Cerignolánál elesett maga a nápolyi francia alkirály, Louis d’Armagnac, Nemours hercege is). A franciák Gaetába vonultak vissza, de a spanyolok ostrom alá vették az erődöt. 1504. január 1-jén Gaeta francia helyőrsége megadta magát a „Nagy Kapitány”-nak, a franciák feladták Nápolyt, és Észak-Itáliába vonultak vissza. Pisa, Firenze, Siena és Genova is spanyol „védnökség” alá kerültek. A Velencei Köztársaság és Ausztria a spanyolokat támogatták. XII. Lajos helyzetét tovább rontotta, hogy 1503 augusztusában VI. Sándor pápa halálával megbukott a Borgia-párt, aki – élén a pápa fiával, Cesare Borgiával – francia támogatással jutott hatalmi pozíciókhoz Közép-Itáliában.
XII. Lajos attól tartott, hogy a spanyolok benyomulhatnak a Milánói Hercegségbe, amelyet Franciaország 1499-ben foglalt el. Aragóniai Ferdinánd viszont szembesült a hároméves háborúskodás gazdasági terheivel, és csapatait nem szándékozott a Nápolyi Királyságtól északra fekvő tartományokban tartani. Mindkét fél érdeke megegyezést kívánt.

## A szerződés tartalma
A lyoni szerződés lezárta az 1501–1504-es itáliai háborút, amelyet „harmadik itáliai háborúnak” vagy „második nápolyi háborúnak” is neveznek.
1504. február 11-én a franciaországi Lyonban Spanyolország nagykövetei, Juan Manuel Gralla és Antonio Agustín fegyverszüneti megállapodást kötöttek a francia király megbízottaival. Az egyezmény fő pontjai:
- Franciaország és Spanyolország fegyverszünetet köt három évi időtartamra, 1504. február 25-től számítva.
- Egyik szerződő fél sem köthet harmadik országgal szövetséget, mely a másik szerződő fél ellen irányulhat.
- A két ország között helyreállítják a kereskedelmi kapcsolatokat, kivéve Nápolyban, ahol a franciák nem folytathatnak kereskedelmi tevékenységet.
- Franciaország nem avatkozhat be a spanyol hadsereg műveleteibe, amelyek a franciabarát nápolyi arisztokrácia ellenállásának letörését célozzák.

A fegyverszüneti szerződésben XII. Lajos király lemondott Nápolyról Aragónia királyának javára, de megtarthatta a Milánói Hercegséget (franciául: le Milanais), és Genovát. Lajos gyakorlatilag elismerte Nápoly elvesztését, és hozzájárult a spanyolok (az egyesült Aragónia, Kasztília és León) itáliai berendezkedéséhez.
A lyoni megállapodást a következő hónapban, március 31-én ratifikálták a „katolikus királyok”: II. Ferdinánd, Aragónia királya és felesége, Izabella, Kasztília és León királynője. Az aktusra az olmedói Santa María de la Mejorada kolostorban (Valladolid tartomány) került sor. Aragónia királya e napon, 1504. március 31-én III. Ferdinánd néven Nápoly királya lett.

## Következményei
A lyoni fegyverszüneti megállapodást 1504. július 15-én egy szövetségi szerződés megkötése követte, egyfelől XII. Lajos francia király, másfelől II. Ferdinánd és I. Izabella, azaz Aragónia, Kasztília, León és Szicília uralkodói között. A latin nyelven készült szerződést Medina del Campóban (Valladolid tartomány) írták alá, ebben Franciaország királya megerősíti Nápoly átengedését.
1505 decemberében – röviddel Kasztíliai Izabella elhunyta után – megkötötték a blois-i szerződést, amelyben az éppen megözvegyült Aragóniai Ferdinánd király eljegyezte XII. Lajos unokahúgát (Lajos nővérének, Máriának a lányát), Foix Germána navarrai infánsnőt, aki egyben Aragóniai Ferdinánd nagyunokahúga (Ferdinánd nővérének, I. Eleonóra navarrai királynőnek az unokája) is volt. XII. Lajos ugyanekkor de jure lemondott a Nápolyi Királyság trónjáról annak a jövendő fiú utódnak a javára, aki ebből a házasságból születni fog. A házasságot 1506-ban megkötötték, de egyetlen gyermekük, János infáns csak néhány óráig élt. Ferdinánd végrendeletében saját leányát, II. Johanna kasztíliai királynőt jelölte meg örököseként.
Itália felosztását és a francia–spanyol szövetséget az 1507. június 26-i savonai konferencián (convegno di Savona) öntötték végső formába, amikor Aragóniai Ferdinánd (Germána királynéval együtt) és XII. Lajos király személyesen is találkoztak, több más európai állam, valamint II. Gyula pápa képviselőinek társaságában. Az itteni egyezkedések alapozták meg az új közös ellenség, a Velencei Köztársaság elleni katonai szövetkezést, a cambrai-i ligát (1508), amely újabb háborúkat eredményezett (1508–16).
XII. Lajos 1515-ben elhunyt, helyére a Valois-házi I. Ferenc lépett. Aragóniai Ferdinánd 1516-ban hunyt el. Leányának, Johannának „őrültsége” miatt Aragónia, Szicília és Nápoly trónjai de facto annak fiára, Ferdinánd unokájára, Habsburg Károly infánsra szálltak, aki egyébként apjának, „Szép” Fülöp osztrák főhercegnek 1506-os elhunytakor Kasztíliát is megszerezte. A Habsburg-ház spanyolországi és itáliai térnyerése új helyzetet hozott, a Habsburg–Valois nagyhatalmi ellentét az itáliai háborúk újabb sorozatát idézte elő (1521–59).